# Finlandia en los Juegos Olímpicos de Sankt Moritz 1948
Finlandia estuvo representada en los Juegos Olímpicos de Sankt Moritz 1948 por un total de 24 deportistas que compitieron en 5 deportes.  
El portador de la bandera en la ceremonia de apertura fue el esquiador de fondo Pekka Vanninen.

## Medallistas
El equipo olímpico finlandés obtuvo las siguientes medallas:
| Nombre                                                      | Deporte               | Competición  |
| ----------------------------------------------------------- | --------------------- | ------------ |
| Oro                                                         |                       |              |
| Heikki Hasu                                                 | Combinada nórdica     | Individual M |
| Plata                                                       |                       |              |
| Martti Huhtala                                              | Combinada nórdica     | Individual M |
| August Kiuru Teuvo Laukkanen Sauli Rytky Lauri Silvennoinen | Esquí de fondo        | 4 × 10 km M  |
| Lassi Parkkinen                                             | Patinaje de velocidad | 10 000 m M   |
| Bronce                                                      |                       |              |
| Benjamin Vanninen                                           | Esquí de fondo        | 50 km M      |
| Pentti Lammio                                               | Patinaje de velocidad | 10 000 m M   |